# Kościół św. Józefa Oblubieńca w Białymstoku
Kościół świętego Józefa Oblubieńca w Białymstoku – rzymskokatolicki kościół parafialny należący do parafii pod tym samym wezwaniem (dekanat Białystok - Śródmieście archidiecezji białostockiej).
Kościół został wzniesiony na placu zakupionym w dniu 13 października 2005 roku od Urzędu Miasta Białegostoku. Projekt bazylikowej świątyni z czerwonej cegły został wykonany przez inżyniera architekta Arkadiusza Koca. Postmodernistyczna budowla sięga do motywów wczesnochrześcijańskich, nawiązując do dawnych bazylik. Plac pod budowę został poświęcony w dniu 23 maja 2003 roku, natomiast w sierpniu zostały rozpoczęte prace budowlane. Kamień węgielny został poświęcony i wmurowany w dniu 1 maja 2005 roku. W 2008 roku została wykonana klinkierowa elewacja kościoła, natomiast w 2009 roku budowla została nakryta więźbą dachową i przykryta papą termozgrzewalną. W 2010 roku zostały zamontowane aluminiowe okna, została założona instalacja elektryczna oraz wstawione zostały metalowe drzwi. Od tej pory w nawie bocznej w niedziele i święta zaczęto odprawiać msze święte. W latach 2011–2012 została wykonana polichromia, zamontowane zostało ogrzewanie podłogowe i zalano posadzki, co pozwoliło na sprawowanie liturgii w nowej świątyni codziennie. W 2013 roku zostały ukończone podstawowe prace przy wyposażaniu prezbiterium, dach został nakryty dachówką ceramiczną, zamontowane zostały 29-głosowe organy mechaniczne. Nadal trwają intensywne prace wykończeniowe w kościele i na placu przykościelnym.